# Rossella Gregoriová
Rossella Gregoriová (* 30. srpna 1990 Salerno, Itálie) je italská sportovní šermířka, která se specializuje na šerm šavlí. Itálii reprezentuje od druhého desetiletí jednadvacátého století. Na olympijských hrách startovala v roce 2016 v soutěži jednotlivkyň a družstev. V roce 2014 a 2015 obsadila třetí místo na mistrovství Evropy v soutěži jednotlivkyň. S italským družstvem šavlistek vybojovala v roce 2013 třetí místo na mistrovství Evropy.